# ビア・ホイ
ビア・ホイ（ベトナム語：Bia hơi / 𨡕𣱬、「ビア」はビールを表すフランス語のbière由来。ホイは「ガスで満ちている」ことの意味）は、ベトナムの生ビールの一種。世界で最も安いビールと言われる。

## 概要

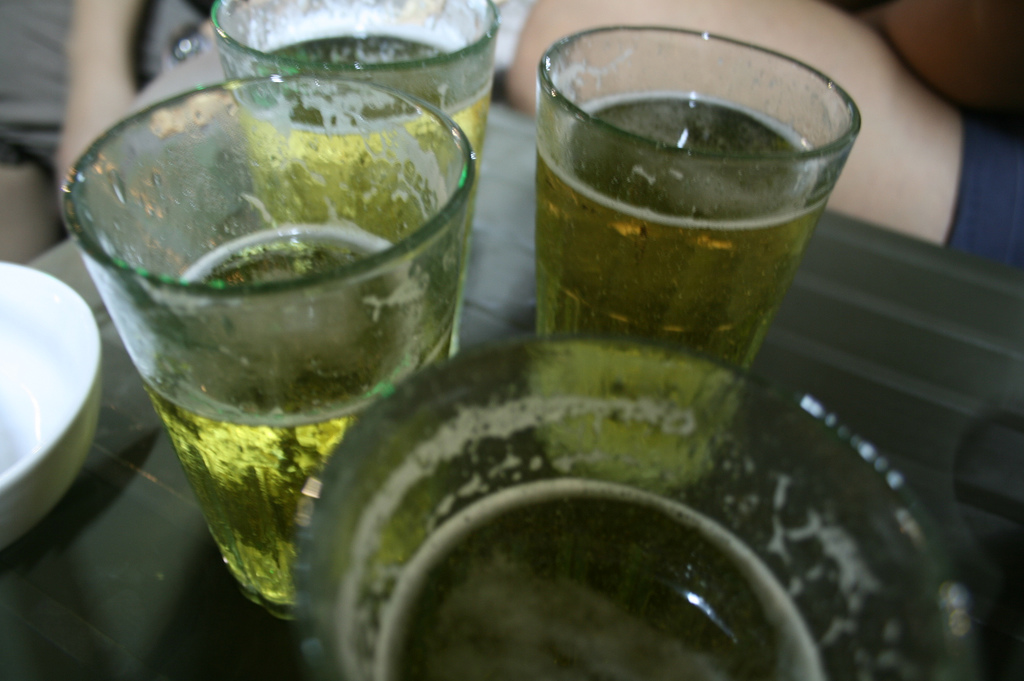
ビアホイ

ハノイを中心にベトナム各地の屋台で販売される。一般的なビールであるとともに、肉体労働者やバックパッカーに特に人気があるとされる。大きなタンクに入れて売られている。コップやピッチャーに注ぎ、必要に応じて氷を入れて飲む。ハノイ市内のオールドクォーター辺りでは、グラス1杯あたり14,000ドン程度（日本円で約85円程度）。ちなみに、水は1リットルで12,000ドン程度。購入者があらかじめ用意した容器に、希望する量だけ販売する「量り売り」の際は、1リットル14,500ドンから16,000ドン。アルコール度数は3 - 4％と低く、ビア・サイゴンよりもさらに薄味であり、夏季の消費量が特に多い。ビア・ホイ屋では料理も注文できることが多く、北部では犬肉がしばしばビア・ホイに良く合うつまみとされる。

## 関連記事
- ベトナムのビール
  - ビア・ハノイ
  - ビア・サイゴン